# Formación Kirtland

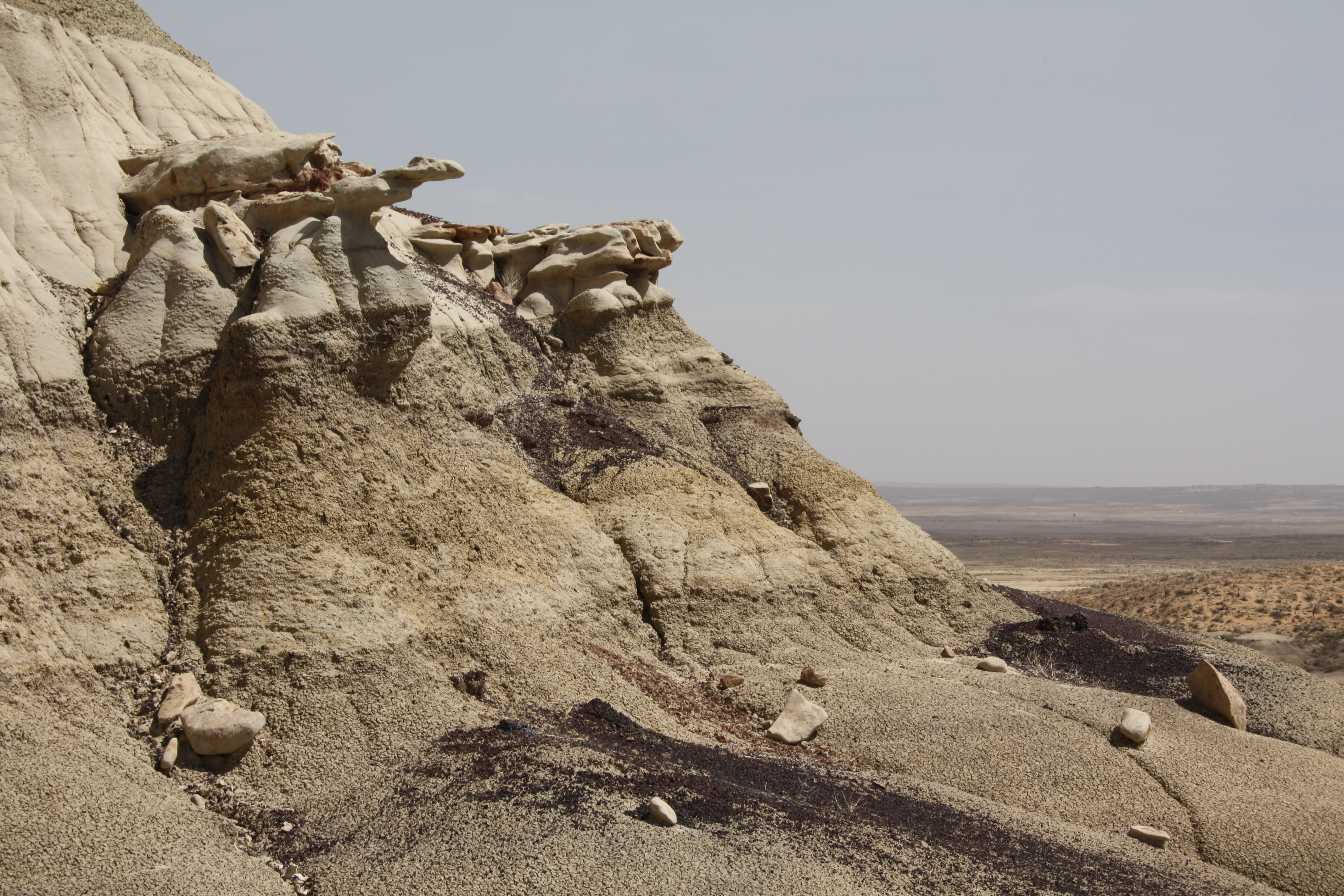
Areniscas de la parte inferior de la Formación Kirtland aflorando cerca de Coal Creek, Nuevo México.

La Formación Kirtland, originalmente la Pizarra de Kirtland, es una formación geológica datada alrededor de 74 a 65 millones de años atrás en el Maastrichtiense durante el Cretácico superior, en los estados de Texas y Nuevo México, en Estados Unidos. Es el producto de depósitos de fangos aluviales y de bancos de arena de los muchos canales que drenan a un llano costero que existió en la costa del Mar Interior de Norteamérica, a finales del período cretácico. Se extiende sobre la Formación Fruitland y es separada de la Formación Ojo Álamo por piedra arenisca sobrepuesta por discontinuidad. La Fm. Kirtland consiste en el Miembro Bisti, el Miembro Hunter Wash , el Miembro Farmington, el Miembro De-na-zin, de donde proviene toda la fauna de Kirtland inferior, y el Miembro Naashoinito, con la fauna local del Bajo Álamo. 
Los paleo-canales en ambientes de moderado a bien drenados formaron bancos en la parte más baja de Kirtland, con canales altamente interconectados. La parte más baja de Kirtland es intermedia en diversidad y composición de fauna entre la del llano costero de la Fm. Fruitland y la terrestre de la Fm. Kirtland. Las lutolitas púrpuras distintivas del miembro de Naashoibito se separan de la base cuatro miembros del Kirtland de una manera no neta.

## Paleoflora

### Helechos
- Monilophyta
  - Polypodiopsida
    - Blechnaceae
      - Woodwardia crenata

    - Salviniaceae
      - Salvinia sp.

    - Aspleniaceae
      - Asplenium sp.

### Gimnospermas
- Gymnospermae
  - Pinopsida
    - Taxodiaceae
      - Sequoia cuneata

### Angiospermas
- Angiospermae
  - Magnoliidae
    - Magnoliales
      - Magnolia cordifolia

    - Violales
      - Salix lancensis
      - Salix sp. 1
      - Salix sp. 2

    - Juglandales
      - Carya antiquor

    - Moraceae
      - Ficus baueri
      - Ficus crossii
      - Ficus planicostata
      - Ficus trineruis

    - Lauraceae
      - Laurophyllum coloradensis
      - Laurophyllum wardiana
      - Laurophyllum salicifolium

    - Fabales
      - Leguminosites sp.

    - Rhamnales
      - Rhamnus sp.
      - Zizyphus sp.
      - Cissus marginata

  - Eudicotyledoneae
    - Ranunculales
      - Menispermites belli

  - Fagales
    - Fagaceae
      - Dryophyllum subfalcatum

  - Liliopsida
    - Cyperaceae
      - Cyperacties sp

  - Eudicotyledoneae
    - Proteales
      - Platanus raynoldsii

### Sin clasificar
- Dillenites cleburni
- Myrtophyllum torreyi
- Carpites baueri
- Carpites lancensis
- Carpites sp.

## Paleofauna

### Peces
- Gnathostomata
  - Amiiformes
    - Amiidae
      - Melvius sp.

### Reptiles
- Reptilia
  - Arcoauria
    - Crutorasi
      - Denazinosuchus kirtlandicus

  - Crocodylia
    - Crocodylidae
      - Brachychampsa montana

  - Testudines
    - Testudines indet.
    - Baenidae
      - Denazinemys nodosa

### Dinosaurios

#### Saurischia
- Theropoda
  - Coelurosauria
    - Tyrannosauridae
      - Bistahieversor sealeyi

    - Dromaeosauridae
      - Saurornitholestes sullivani

    - Ornithomimidae
      - Struthiomimus altus

    - Troodontidae
      - 'Saurornitholestes' robustus
- Sauropoda
  - Titanosauridae
  - Alamosaurus sanjuanensis

#### Ornithischia
- Ornithopoda
  - Thescelosauridae
    - Thescelosaurinae
      - Gen. et sp. indet.

  - Hadrosauridae
    - Hadrosaurinae
      - Anasazisaurus horneri
      - Kritosaurus navajovius
      - Naashoibitosaurus ostromi

    - Lambeosaurinae
      - Parasaurolophus tubicen

- Marginocephalia
  - Ceratopsia
    - Ceratopsidae
      - Chasmosaurinae
        - Navajoceratops sullivani
        - Pentaceratops sternbergii
        - Terminocavus sealeyi

  - Pachycephalosauria
    - Pachycephalosauridae
      - Sphaerotholus goodwini

- Thyreophora
  - Ankylosauria
    - Ankylosauridae
      - Nodocephalosaurus kirtlandensis
      - Ziapelta sanjuanensis

### Mamíferos
- Mammalia
  - Multituberculata
    - Cimexomys judithae
    - Ptilodontidae
      - Kimbetohia campi

    - Cimolodontidae
      - Cimolodon electus

    - Neoplagiaulacidae
      - Mesodma formosa

    - Eucosmodontidae
      - Eucosmodontidae indet.

    - Cimolomyidae
      - Essonodon sp.

  - Marsupialia
    - Alphadontidae
      - Alphadon marshi

    - Pediomyidae
      - Leptalestes cooki

    - Cimolestidae
      - Cimolestes sp.

    - Didelphidae
      - Bistius bondi

  - Placentalia
    - Insectivora
      - Gypsonictops clemensi